# Turkmeense voetbalbond
De Turkmeense voetbalbond of Football Federation of Turkmenistan (TFF) is de voetbalbond van Turkmenistan.
De voetbalbond werd opgericht in 1992 en is sinds 1994 lid van de Aziatisch voetbalbond (AFC) en sinds 2015 lid van de Centraal-Aziatische voetbalbond (CAFA). In 1994 werd de bond lid van de FIFA. Het hoofdkantoor staat in Asjchabad. De voetbalbond is verantwoordelijk voor het Turkmeens voetbalelftal.

## President
In oktober 2021 was de president Arslan Aynazarov.